# Jean-Bertrand Balekita
Jean-Bertrand Baleckita est un footballeur congolais né le 6 janvier 1948 à Brazzaville en Afrique-Équatoriale française. Il évolue au poste d'attaquant.
Ses frères Serge-Simon Balekita-Nzaba et Ferdinand sont également footballeurs.

## Biographie
Jean-Bertrand Balekita remporte la Coupe d'Afrique des nations en 1972,. Il dispute deux ans plus tard l'édition 1974 de la compétition.
Après sa carrière de footballeur, il intègre l'armée et devient colonel et occupe le poste d'attaché militaire à l'ambassade du Congo à Cuba.